# Bettadamadahalli, Gundlupet
Bettadamadahalli là một làng thuộc tehsil Gundlupet, huyện Chamarajanagar, bang Karnataka, Ấn Độ.